# Joanna Rytel
Joanna Rytel, född 1974 i Warszawa, är en polsk-svensk konstnär och krönikör. Hon kom till Sverige som sjuåring och växte upp i Göteborg. 

## Konstnärskap
Rytel studerade vi Högskolan för fotografi och film i Göteborg och kom senare in på konstprogrammet vid Konstfack i Stockholm. Hon blev känd för en bred allmänhet sedan hon och Fia-Stina Sandlund från den feministiska konstnärsgruppen Unfucked pussy kuppade Fröken Sverigefinalen 2001 då de två gick upp på scenen med en banderoll på vilken man textat ordet Gubbslem.
Rytel har också skapat en Internetbaserad abortkyrkogård och gjort kortfilmerna Djurperformance och Då tar jag din katt. I filmerna dansar Rytel inför hästar och getter och onanerar inför en katt. Ett enkelt budskap kanske är svårt att urskilja, men Rytel menar sig konfrontera tittarna med frågor om den syn på kvinnors kroppar som dominerar i samhället.
Våren 2005 hade hon en separatutställning på Stockholmsgalleriet Natalia Goldin gallery då hon ställde ut textil, foto och videokonst på temat hudfärg och utseende.
Hon bidrog med ett avsnitt till Dirty Diaries.

## Författarskap
Joanna Rytel var en av textförfattarna till Riksteaterns musikteaterföreställning Kärlek extra allt som turnerade 2005. 
Rytel är krönikör i tidningen Bon magazine där hon har en kontroversiell stil och ofta anspelar på sex.